# Худайбердинский
Худайбердинский — посёлок в Аргаяшском районе Челябинской области. Административный центр Худайбердинского сельского поселения.
Поселок основан в начале 1930 года, при центральной усадьбе совхоза имени Худайбердина.

## География
Расположен рядом с юго-восточным берегом озера Хагальгим. Расстояние до районного центра, села Аргаяш, 13 км.

## Население
| 2002 | 2010 |
| ---- | ---- |
| 839  | ↘807 |

(в 1938 — 265, в 1956 — 307, в 1959 — 486, в 1970 — 680, в 1983 — 741, в 1995 — 888)
По данным Всероссийской переписи, в 2010 году численность населения посёлка составляла 807 человек (397 мужчин и 410 женщин).

## Улицы
Уличная сеть посёлка состоит из 12 улиц и 1 переулка.

## Инфраструктура
- ООО «Агрофирма “Элита”»
- Библиотека
- Школа